# Todd Wiltshire
Todd Wiltshire (ur. 26 września 1968 w Bankstown) – australijski żużlowiec, posiadający również niemiecką licencję.

## Życiorys
Todd poważne ściganie na żużlu rozpoczął w roku 1986. Dwa lata później przeniósł się na Wyspy Brytyjskie, gdzie podpisał kontrakt w zespole Wimbledon Dons, a po dwóch latach został przeniesiony do Reading Racers.
Pierwsze sukcesy na międzynarodowych arenach przyszły w roku 1990. Jako 22-latek wystartował w finale IMŚ na torze Odsal w Bradford i był rewelacją turnieju. Zdobył 12 punktów, co dało mu trzecią pozycję. Przegrał ze Szwedem Perem Jonssonem i Amerykaninem Shawnem Moranem, a w pokonanym polu zostawił między innymi Hansa Nielsena. Jeszcze w tym samym sezonie na torze Ellermühle w niemieckim Landshut wraz z Leighem Adamsem zdobył srebrny medal MŚP, przegrali tylko z Duńczykami.
W styczniu 1992 na torze w Adelaide Todd uległ groźnej kontuzji kręgosłupa, która groziła przerwaniem kariery. Po żmudnej i długiej rehabilitacji, Todd wrócił do zdrowia i znalazł pracę jako menadżer i mechanik Marvyna Coxa. W 1997 zdecydował o powrocie na tor. Jeszcze w tym samym roku startując niemiecką licencją zdobył złoty medal indywidualnych mistrzostw tego kraju. Systematycznie zwiększał częstotliwość startów i w roku 1998 drugi raz okazał się najlepszy w Niemczech, by wrócić do Australii i w roku 1999 zostać mistrzem swojego kraju, powtórzył to w roku 2001.
Bardzo udany był dla niego sezon 1999, bo prócz mistrzostwa Australii, zdobył z reprezentacją złoty medal DMŚ w Pardubicach i wygrał w angielskim Poole Finał Interkontynentalny, wrócił do elity światowej do Grand Prix. W roku 2000 wystartował wśród najlepszych i jako debiutant zajął ósmą lokatą, na tej samem pozycji uplasował się rok później, w roku 2002 był piętnasty, a w roku 2003 zajął dalekie dziewiętnaste miejsce. Największe sukcesy po powrocie na tor święcił w narodowej drużynie na DPŚ wygrywał także w 2001 we Wrocławiu na stadionie olimpijskim oraz w roku 2002 w Peterborough.
W lidze polskiej pierwszy raz pojawił się w roku 1991 w barwach drugoligowego wtedy Włókniarza Częstochowa. W roku 1997, kiedy zdecydował się na powrót pokazał się także w Polsce, w barwach Wybrzeża Gdańsk, a w następnym roku jeździł w RKM Rybnik. W sezonie 2000 trafił do pierwszoligowej Polonii Bydgoszcz i reprezentował barwy tego klubu przez cztery kolejne sezony, przez ten czas nie schodził z podium. W 2000 i 2002 roku zdobywał złote medale drużynowych mistrzostw Polski, a w sezonach 2001 i 2003 medale brązowe.

## Przynależność klubowa
Polska
- Włókniarz Częstochowa (1991)
- Wybrzeże Gdańsk (1997)
- Włókniarz Częstochowa (1998)
- RKM Rybnik (1999)
- Polonia Bydgoszcz (2000–2003)

## Mistrzostwa świata

### Starty w Grand Prix (Indywidualnych Mistrzostwach Świata na Żużlu)

#### Miejsca na podium
| Nr | Dzień     | Rok  | Nazwa                        | Miejscowość | Tor                               | Miejsce | Punkty | Biegi           | Zwycięzca     |
| -- | --------- | ---- | ---------------------------- | ----------- | --------------------------------- | ------- | ------ | --------------- | ------------- |
| 1. | 3 czerwca | 2000 | Grand Prix Szwecji           | Linköping   | Motorstadium                      | 3.      | 18     | (1,3,3,2,1)     | Jason Crump   |
| 2. | 8 czerwca | 2002 | Grand Prix Wielkiej Brytanii | Cardiff     | Millennium Stadium (sztuczny tor) | 2.      | 20     | (3,3,2,1,3,3,2) | Ryan Sullivan |

#### Punkty w poszczególnych zawodachGrand Prix
| Sezon | Numer | 1      | 2      | 3      | 4     | 5     | 6      | 7     | 8     | 9     | 10    | Msc. | Pkt. |
| ----- | ----- | ------ | ------ | ------ | ----- | ----- | ------ | ----- | ----- | ----- | ----- | ---- | ---- |
| 2000  | 21    | CZE 16 | SWE 18 | POL 7  | GBR 7 | DNK 3 | EUR 12 |       |       |       |       | 8    | 63   |
| 2001  | 8     | DEU 14 | GBR 14 | DNK 14 | CZE 6 | POL 3 | SWE 5  |       |       |       |       | 8    | 56   |
| 2002  | 8     | NOR 11 | POL 8  | GBR 20 | SVN 6 | SWE 1 | CZE 2  | SCA 7 | EUR 2 | DNK 2 | AUS 4 | 15   | 63   |
| 2003  | 15    | EUR 2  | SWE 5  | GBR 5  | DNK 2 | SVN 1 | SCA 6  | CZE 3 | POL 3 | NOR 3 |       | 19   | 30   |

| Statystyki        | Statystyki |
| ----------------- | ---------- |
| Starty            | 31         |
| Zwycięstwa        | 0          |
| Miejsca na podium | 2          |
| Finalista         | 3          |
| Punkty            | 212        |